# يوروتاي
يوروتاي هو مشروع مشترك بين شركة الصناعات الجوية والفضائية التركية (TAI) ويوروكوبتر (التي عرفت فيما بعد باسم إيرباص هليكوبترز). تم توقيع اتفاقية المشروع في فبراير 1997 م وبلغت قيمتها 4.45 مليار فرنك سويسري (أي ما يعادل 450 مليون دولار أمريكي تقريبًا)، وبموجبها ستنتج شركة الصناعات الجوية والفضائية التركية طائرات
يوروكوبتر إيه أس 332 سوبر بوما ويوروكوبتر إيه إس 532 كوجر بموجب ترخيص في تركيا.
يُعرف العقد باسم فينيكس 2، ويغطي توريد 10 طائرات هليكوبتر من طراز يوروكوبتر إيه إس 532 كوجر لتلبية احتياجات القوات البرية التركية بالإضافة إلى 20 طائرة هليكوبتر لمهام البحث والإنقاذ (SAR) ومهام البحث والإنقاذ القتالية (CSAR) التابعة للقوات الجوية التركية .
وتتولى شركة يوروتاي مسؤولية تصنيع وبناء هيكل الطائرة وتجميع الطائرات المروحية وإجراء اختبارات القبول. تم تسليم أول طائرة هليكوبتر من طرازيوروكوبتر إيه إس 532 كوجر إلى القوات الجوية التركية لعمليات البحث والإنقاذ رسميًا في مايو 2000 م. وصل عدد طائرات الهليكوبتر المصنعة في تركيا والتي تم تسليمها للقوات المسلحة التركية إلى 27 طائرة في سبتمبر 2002 م . تم الانتهاء من طلب تصنيع 30 طائرة هليكوبتر في نهاية ذلك العام.